# 图书馆体

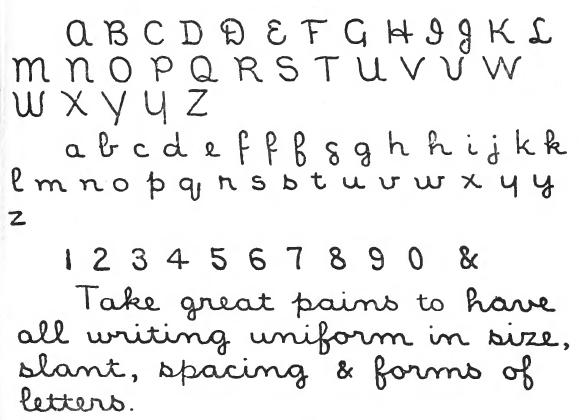
约翰·科顿·达纳图书馆的'Joined hand'(芝加哥: 图书馆局, 1899)，页71

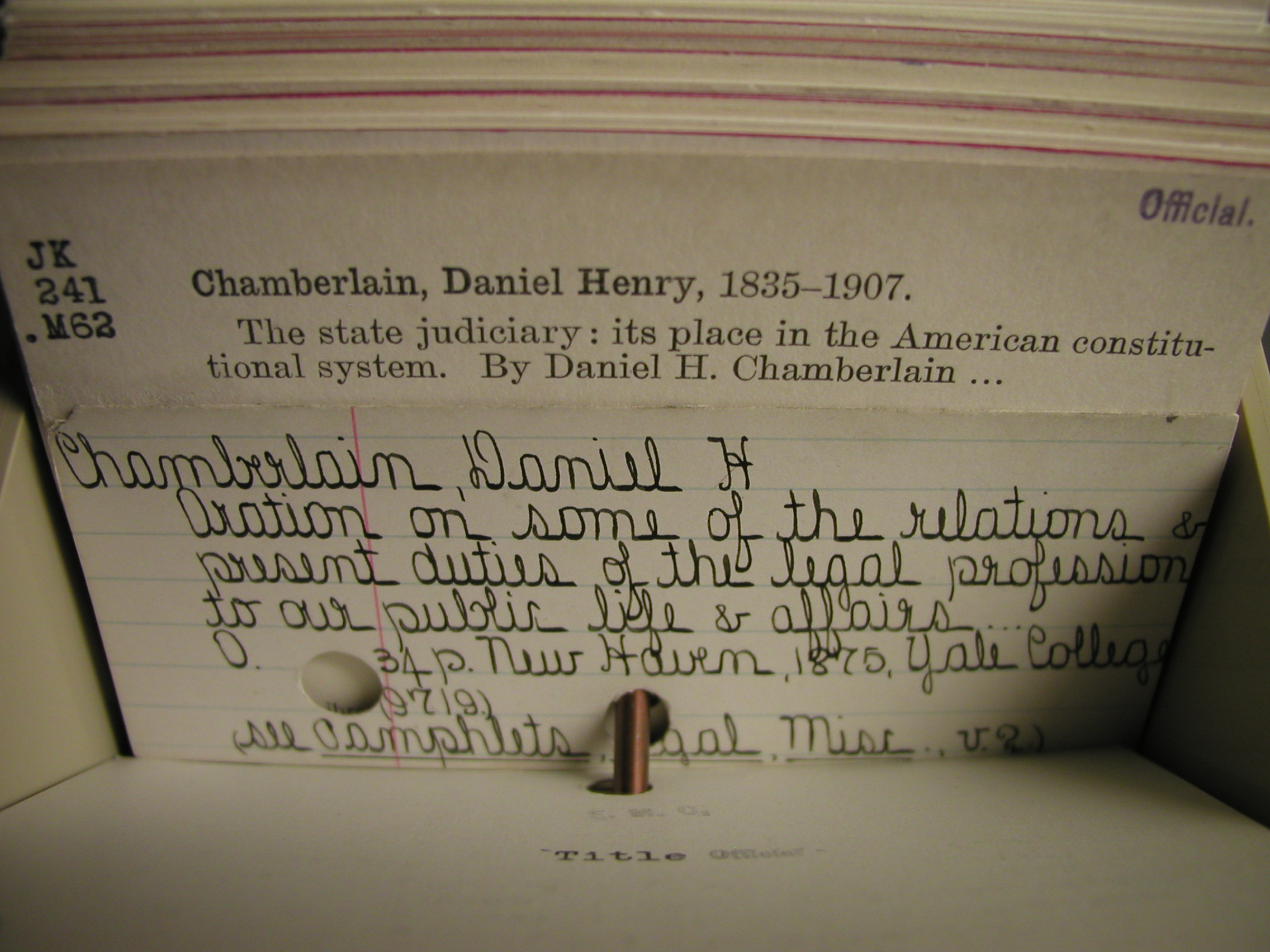
一个图书馆抄写员在西剑桥写的第一张卡片。

图书馆体（英語：Library hand）是一种较为圆滑的西文手写体。在兼顾书写速度的情况下，它具有易读性和一致性，曾在二十世纪初的西方图书馆的借书卡片书写中得到运用。不过随着后来打字机的发明，它也就逐渐退出了历史舞台。
这种字体是麦尔威·杜威和托马斯·爱迪生发展并完善的。

## 起源
1903年出版的纽约州立图书馆图书管理手册对图书馆体作出了规范。在规范中，油墨、墨水瓶、钢笔、笔架、橡皮擦都被作出了规定。标准还规定了文字的书写大小、倾斜角度、字符间距以及特殊字母和数字写法。它甚至还包括了正确握笔姿势和位置的规范。
20世纪初，打字机的发明使得图书馆体渐渐走出历史舞台。